# Leonid Hurwicz
Leonid Hurwicz (Moscou, 1917 - Minneapolis, 2008) fou un economista estatunidenc d'origen polonès guardonat amb el Premi del Banc de Suècia de Ciències Econòmiques en memòria d'Alfred Nobel l'any 2007.

## Biografia
Va néixer el 21 d'agost de 1917 a la ciutat de Moscou en una família polonesa de religió jueva refugiats en aquest país a causa de la Primera Guerra Mundial. Després del seu naixement la seva família retornà a Varsòvia, on va estudiar dret a la Universitat de Varsòvia. Llicenciat el 1938, va ampliar els seus estudis a la London School of Economics, i després va viure a Suïssa, Portugal i finalment als Estats Units d'Amèrica, on s'instal·là a la ciutat de Minneapolis (Minnesota). Morí el 24 de juny de 2008 a la ciutat on residia a causa d'una fallida renal.

## Recerca econòmica
Coneixedor de diversos camps de l'economia, entre ells l'economia del Benestar, el disseny de mecanismes, les institucions i l'economia pública i matemàtica, ha desenvolupat una investigació entorn de l'anàlisi de sistemes i tècniques de l'organització econòmica i l'aplicació de metes sobre la base de la teoria de jocs.
L'any 1989 fou nomenat doctor honoris causa a la Facultat d'Econòmiques de la Universitat Autònoma de Barcelona, on va introduir a més el concepte de compatibilitat d'incentius, que al·ludeix a un procés en el qual tots els participants surten beneficiats quan revelen de forma honesta les informacions privades que se li sol·liciten.
Pels seus estudis sobre el mecanisme òptim per a arribar al mateix temps objectius diferents, com el benestar social i els guanys privats, fou guardonat amb el Premi del Banc de Suècia de Ciències Econòmiques l'any 2007 juntament amb els economistes Eric Maskin i Roger Myerson, els quals van desenvolupar les seves teories en diversos camps de l'economia i de les Ciències Polítiques en l'àmbit de la política social.